# Saint-Hilaire (Lot)
Saint-Hilaire ist eine französische Gemeinde mit 62 Einwohnern (Stand 1. Januar 2022) im Département Lot in der Region Okzitanien. Sie gehört zum Kanton Lacapelle-Marival und zum Arrondissement Figeac.
Nachbargemeinden sind Labastide-du-Haut-Mont im Nordwesten, Bessonies im Norden, Parlan im Nordosten, Saint-Julien-de-Toursac im Osten, Quézac im Süden und Lauresses im Westen.

## Bevölkerungsentwicklung
| Jahr      | 1962 | 1968 | 1975 | 1982 | 1990 | 1999 | 2008 | 2018 |
| --------- | ---- | ---- | ---- | ---- | ---- | ---- | ---- | ---- |
| Einwohner | 194  | 152  | 124  | 101  | 91   | 87   | 77   | 63   |